# Energiemanagement (Studiengang)
Der Studiengang Energiemanagement wird mit einem Bachelor- oder Master-Abschluss angeboten und an mehreren Hochschulen unterrichtet. Dieser neue Studiengang ist gleichermaßen technisch wie betriebswirtschaftlich ausgerichtet. Ziel des Studiengangs ist es, fundierte Kenntnisse zum ökonomisch und ökologisch optimierten Einsatz aller relevanten Energieformen, so auch insbesondere dezentraler und regenerativer Energiequellen zu vermitteln. Das Thema wird auch in Zukunft an Aktualität nicht verlieren und weitere Studiengänge dazu entwickelt.

## Angebot in Deutschland
In Deutschland wird der Studiengang Energiemanagement derzeit an neun Hochschulen angeboten:
- Hochschule Heilbronn
- Hochschule Ansbach (Bayern)
- Karlshochschule International University
- Universität Koblenz-Landau
- Fachhochschule des Mittelstands (FHM)
- Hochschule für Technik und Wirtschaft (HTW) des Saarlandes
- Technische Hochschule Mittelhessen[1]
- Bergische Universität Wuppertal[2]
- Hochschule Fresenius (Frankfurt am Main)
- Hochschule Osnabrück – Campus Lingen (Energiewirtschaft)
- Hochschule für Wirtschaft und Umwelt Nürtingen-Geislingen (Baden-Württemberg). Genauer Energie- und Ressourcenmanagement (ERM), kann vollständig auf Energiemanagement vertieft werden. Ab dem Wintersemester 2020/2021 wird der Studiengang ERM als Studiengang Nachhaltiges Management (Energiewirtschaft) angeboten.[3]

## Angebot in Österreich
In Österreich wird der Studiengang Energiemanagement derzeit an einer Hochschule angeboten:
- New Design University – St. Pölten